# Knud Christensen (LO-formand)
 For alternative betydninger, se Knud Christensen. (Se også artikler, som begynder med Knud Christensen)
Knud Christensen (1. april 1927 – 25. juni 1995) var en dansk fagforeningsleder, der var formand for LO fra 1982 til 1987.
Christensen, der var uddannet blikkenslager, begyndte sin fagpolitiske karriere som afdelingsformand i 1954, da han blev formand for Blik- og Rørarbejderforbundet i Aalborg. Han blev i 1959 sekretær i forbundet og kom i 1964 til LO, også som sekretær. Han blev i 1974 næstformand for organisationen. I 1982 blev han formand. 
Under hans ledelse gennemførtes en decentralisering af LO. Christensen gav som formand for bestyrelsen i A-pressen flagskibet Dagbladet Aktuelt øget redaktionel frihed og satte Jørgen Flindt Pedersen og Erik Stephensen i spidsen for at redde avisen, ligesom han var med til at etablere A-pressens netværk af lokale radio- og tv-stationer. Det gav ham tilnavnet 'Bingo-Knud', fordi stationerne ofte sendte bingoudsendelser. Det var også under Knud Christensens formandstid, at Poul Nyrup Rasmussen blev ansat som LO's cheføkonom.
Knud Christensen måtte gå af som formand i 1987 efter en blodprop. 